# 森田絹子
森田 絹子（もりた きぬこ、1994年8月15日 - ）は、北海道放送（HBC）のアナウンサー。

## 来歴・人物
北海道札幌市出身。身長165cm。藤女子中学校・高等学校、藤女子大学文学部文化総合学科卒業。2017年、北海道放送に入社。
趣味はクラシックバレエで4歳から高校2年生まで、地元の小さなバレエ教室に通っていた。現在はバレエ鑑賞も好む。

## 担当番組
テレビ
- 今日ドキッ! - メインキャスター（火 - 木曜）[6]
- THE TIME, - 列島中継リポーター
- 報道1930（BS-TBS、2025年4月4日 - ） - サブキャスター（金曜）
- サタブラ!
- HBCニュース

## 過去の担当番組
- ガッチャンコHBC（2017年10月13日 - ） - 不定期出演[7]
- さつログ[8]

## その他

### MV
- Galileo Galilei「青陽潮」（2025年）[9]